# Eldridge (Kalifornia)
Eldridge – jednostka osadnicza w Stanach Zjednoczonych, w stanie Kalifornia, w hrabstwie Sonoma.